# Ostrobokowate
Ostrobokowate (Carangidae) – rodzina głównie morskich ryb okoniokształtnych. Poławiane gospodarczo.

## Zasięg występowania
Ocean Indyjski, Pacyfik oraz Atlantyk, rzadziej spotykane w wodach słonawych.

## Cechy charakterystyczne
Ciało opływowe, bocznie spłaszczone, czasem silnie wygrzbiecone. Ubarwienie zwykle srebrne lub złote. Dwa kolce przed płetwą odbytową. Dorosłe osobniki mają dwie płetwy grzbietowe. Płetwa ogonowa głęboko wcięta, ale nie przyjmuje kształtu półksiężyca. U większości gatunków w linii bocznej występuje rząd przekształconych, ostrych łusek, co dało nazwę rodzinie.
Ostrobokowate są w większości rybami pelagicznymi, szybko pływającymi drapieżnikami, często tworzącymi ławice.

## Klasyfikacja
Rodzaje zaliczane do tej rodziny:
Alectis – Alepes – Arripis — Atropus – Atule – Campogramma – Carangoides – Caranx – Chloroscombrus – Decapterus – Elagatis – Gnathanodon – Hemicaranx – Latridopsis — Lichia – Megalaspis – Naucrates – Oligoplites – Pantolabus – Parastromateus – Parona – Pseudocaranx – Scomberoides – Selar – Selaroides – Selene – Seriola – Seriolina – Trachinotus – Trachurus – Ulua – Uraspis